# あんぱん (2004年のテレビドラマ)
『あんぱん』（朝鮮語: 단팥빵） は、大韓民国の放送局である韓国文化放送（MBC）が制作し、放送したテレビドラマである。

## 概要
本作は全羅北道全州市を舞台として、幼馴染同士だった男女が犬猿の仲を乗り越え、愛に目覚めていく姿を描く。
本作の主演にはチェ・ガンヒ、その相手役には朴珖賢を起用。子役時代のシム・ウンギョンがチェ・ガンヒ演じるヒロインの子供時代を演じている。

## 主な出演者
ハン・ガラン（한가란）
演 - チェ・ガンヒ（최강희）
少女時代 - シム・ウンギョン（심은경）
アン・ナムジュン（안남준）
演 - 朴珖賢（박광현）

## スタッフ
- 脚本：イ・スクジン（이숙진）
- 演出：イ・ジェドン（朝鮮語版）（이재동）

## 日本における放送
本作は、日本の衛星放送事業者であるスカパー!チャンネルであるKNTVが購入し、2005年に放送している。